# Steffiana de la Cruz
Stephanie Anna Zantua (Filipinas, 28 de agosto de 1975), conocida como Steffiana de la Cruz, es una modelo filipinoestadounidense.
Conoció al actor Kevin James en una cita a ciegas a finales de 2001, yéndose a vivir con él a los tres meses. La pareja se casó el 19 de junio de 2004. Tienen cuatro hijos: Sienna-Marie (2005), Shea Joelle (2007), Kannon Valentine (2011), y Sistine Sabella (2015).
Cruz hizo algunas apariciones en el show King of Queens, en el cual su marido era el personaje principal. 
Desde 1993 hasta 1999 mantuvo un romance y también vivió con el actor Chris Penn, interpretando pequeños papeles en algunas de las películas de este.
Estuvo implicada en un accidente automovilístico en el 2001, donde falleció la actriz vietnamita, Thuy Trang, y quedó cuadripléjica  Angela Rockwood.

## Capítulos en The King of Queens
- Eddie Money
- Damned Yanky
- Black List
- Affair Trade